# Yeina
 Yeina  (Piron Island, Jeina bzw. Veina Island, Yema Island) ist eine Insel vulkanischen Ursprungs im Südosten des Louisiade-Archipel in der Provinz Milne Bay von Papua-Neuguinea. Die von Korallenriffen umsäumte Insel liegt 10 km nordwestlich von Vanatinai (Tagula) am östlichen Ende eines Riffes.
Das Innere der Insel wird von einer Kette niedriger, grasbewachsener Hügel geprägt, die von einem Küstenwald umgeben sind, der vorwiegend aus Mangroven besteht.
Zwischen Yeina und Vanatinai befindet sich das Marx-Riff. Ein Kanal, die Yuma-Passage, verbindet eine teilweise umschlossene Lagune nördlich von Vanatinai, mit der Bucht im Süden von Yeina.
Nach der Volkszählung 2000 hatte die Insel 145 Einwohner in 22 Haushalten.
Auf einem topographischen Kartenblatt von 1943 im Maßstab 1:500,000 ist als einziger Ort Kabagi-bagi an der Nordküste eingetragen.